# El molino de la suerte
El molino de la suerte es un cuento escrito por Ioan Slavici, tratando las consecuencias que el deseo de enriquecimiento tiene sobre el destino humano. La novela se publica en 1881, en el volumen Novele of the people, junto con otras novelas del escritor, como Popa Tanda, Gura satului, O viață pierdută, La crucea din sat, Scormon y Budulea Taichii .  La mayoría de los críticos lo consideran una de las creaciones más importantes del autor, junto con Pădureanca y la novela Mara . 

## Análisis literario
El tema de la novela son las consecuencias negativas que la sed de enriquecimiento trae sobre el destino humano. El autor está convencido de que la búsqueda del dinero solo trae el mal a la vida y, en última instancia, conduce a la destrucción. Así, El molino de la suerte es un cuento psicológico que se desarrolla en un pueblo de Transilvania en la segunda mitad del siglo XIX.
El cuento tiene 17 capítulos sin título (numerados en números romanos), con una narrativa cronológica y composición clásica.
El molino de la suerte comienza y termina con las palabras de la anciana, suegra de Ghiță: "Que un hombre se contente con su pobreza, porque, si se trata de eso, no se trata de riqueza, sino de la paz de su cabaña, eso te hace feliz. ” y respectivamente “Sentí que no iba a salir bien; pero así se les dio.”l o que sugiere la unidad del todo.
En el cuento aparecen muchas expresiones y refranes populares, como "lo que tienes en la mano no miente", "cuando vi con mis ojos la nuca".
George Calinescu en la historia de la literatura rumana desde sus orígenes hasta la actualidad considera que el molino con suerte es una novela sólida con un tema novedoso. Las grandes criadores de cerdos en las llanuras de Arad y la moral salvaje de los porquerizos tienen algo de la grandeza de las historias americanas con inmensas praderas y manadas de bisontes. [...] El contable Lică es un ladrón y un asesino, cubierto por personas fuertes [...] El posadero Ghiță se interpone en el camino de los porqueros, donde gana mucho dinero, y se sienta en el medio entre los orden jurídico del estado y la legislación mutua de los ladrones. "  

## Personajes
- El contable Lica
- Ghiță
- Ana
- Săilă Boarul
- Răuț
- Labio-Desgarrado
- Pintea-Gendarme
- La madre de Ana
- Laie - uno de los sirvientes de Ghiță
- Martes: segundo sirviente de Ghiță
- Uța - uno de los sirvientes de Ghiță
- Petrișor - el hijo de Ghiță y Ana

## Adaptaciones al cine
El cuento fue adaptado al cine en 1955 por el director Victor Iliu . La película fue nominada a la Palm d'or en el Festival de Cine de Cannes.  En 2015, la directora Marian Crișan la adaptó como Orizont (adaptación libre). 
- en húngaro: Jószerencse malma, 1970 (con epílogo de Gyula Dávid ).
- en esperanto: La muelilo de la fortuna, trad. Lenke Szasz. Amberes: Flandes Esperanto-Ligo, 2018.